# Головкин, Василий Степанович
Васи́лий Степа́нович Голо́вкин (1921—1945) — лейтенант Рабоче-крестьянской Красной Армии, участник Великой Отечественной войны, Герой Советского Союза (1945).

## Биография
Василий Головкин родился 21 января 1921 года в деревне Малая Слободка (ныне — Ферзиковский район Калужской области) в крестьянской семье. Русский. В 1931 году вместе с родителями переехал в Москву. Окончил среднюю школу и годичные курсы чертёжников-конструкторов, после чего работал на заводе по специальности. В 1940 году Головкин был призван на службу в Рабоче-крестьянскую Красную Армию. С июня 1941 года — на фронтах Великой Отечественной войны. Первоначально был заведующим делопроизводством штаба 106-го отдельного танкового батальона, затем стал в том же батальоне парторгом роты, а с августа 1942 года был секретарём политотдела 152-й танковой бригады. Участвовал в боях в Карелии, под Старой Руссой, Ленинградско-Новгородской операции, освобождении Прибалтики. К февралю 1945 года лейтенант Василий Головкин командовал взводом 312-го стрелкового полка 26-й стрелковой дивизии 43-й армии 1-го Прибалтийского фронта. Отличился во время Восточно-Прусской операции.
18 февраля 1945 года противник предпринял контратаку силами около 120 человек и 3 танков при поддержке артиллерии и миномётов в районе населённого пункта Гросс Гальгенберг в 20 километрах к северо-западу от Кёнигсберга. Благодаря умелым действиям Головкина взводу удалось отразить атаку, уничтожив около 60 солдат и офицеров противника и 1 танк. В бою он лично уничтожил около 10 немецких солдат. На следующий день вражеский батальон вновь атаковал позиции взвода. Отразив атаку, он поднял свой взвод в контратаку, захватив высоту 49,0. Противник предпринял несколько контратак с целью отбить высоту, но все они были отбиты. В бою Головкин получил ранение, но поля боя не покинул, продолжая вести огонь, уничтожив около 50 солдат и офицеров противника, погибнув во время отражения одной из атак. Похоронен в посёлке Переславское Зеленоградского района Калининградской области.
Указом Президиума Верховного Совета СССР от 19 апреля 1945 года за «мужество, отвагу и героизм, проявленные в борьбе с немецкими захватчиками» лейтенант Василий Головкин посмертно был удостоен высокого звания Героя Советского Союза. Также был награждён орденом Ленина.
В честь Головкина названа улица в Переславской и рыболовный траулер.